# Verbund Öffentlicher Bibliotheken Berlins
Der Verbund der Öffentlichen Bibliotheken Berlins (VÖBB) wurde als Gemeinschaftsprojekt der 12 Berliner Bezirke, der Stiftung Zentral- und Landesbibliothek Berlin (ZLB) und der Berliner Senatsverwaltung für Wissenschaft, Forschung und Kultur (seit Ende 2016 Senatsverwaltung für Kultur und Europa) ins Leben gerufen.

## Geschichte
Der „Startschuss“ fiel im Jahr 1995, als das Land Berlin ca. 20 Millionen DM Projektmittel bereitstellte.
Dem Bibliotheksverbund gehörten im Jahr 2020 67 Bibliotheken, 12 Fahrbibliotheken und 3 Schulbibliotheken an. Die mehr als 7 Millionen Medien mit Bestandsnachweisen der am VÖBB beteiligten Bibliotheken können über einen Online-Katalog recherchiert werden. Das dazu verwendete Bibliotheksmanagementsystem ist ADIS/BMS der Firma aStec.
Zusätzlich bietet der VÖBB neben Online-Fernleihe weitere Serviceangebote an wie den Transport in eine „Wunschbibliothek“ oder nach Hause sowie die Benachrichtigung per SMS oder E-Mail über bereitgestellte Medien oder das nahende Ende der Leihfrist.
Von 2009 bis 2015 führt der VÖBB das Projekt TENIVER (Technologische Innovation in der Informationsversorgung) durch, dass mit EFRE-Mitteln des Landes Berlin im Umfang von 5 Millionen €, weiteren Mitteln des Berliner Senats in Höhe von 2,5 Millionen € und Geldern der Verbundteilnehmer die automatische Verbuchung von Medien mittels RFID-Technik entwickelte und für alle Nutzer einführte.

## Organisation des Verbundes
Das VÖBB-Servicezentrum koordiniert und betreut den Betrieb einschließlich Hotline. Das IT-Dienstleistungszentrum Berlin (ITDZ Berlin) ist für die Server- und Netzadministration sowie die Datensicherung für den Verbund zuständig.

## Verbundteilnehmer
- Zentral- und Landesbibliothek Berlin (2 Zentralbibliotheken):
  - Amerika-Gedenkbibliothek
  - Berliner Stadtbibliothek
  - Berlin-Sammlungen
  - Senatsbibliothek Berlin
- Stadtbibliothek Reinickendorf (5 Stadtteilbibliotheken, 2 Fahrbibliotheken)
- Stadtbibliothek Pankow (1 Bezirkszentralbibliothek, 7 Stadtteilbibliotheken)
- Stadtbibliothek Tempelhof-Schöneberg (1 Bezirkszentralbibliothek, 1 Mittelpunktbibliothek, 4 Stadtteilbibliotheken)
- Stadtbibliothek Berlin-Mitte (1 Bezirkszentralbibliothek, 6 Stadtteilbibliotheken, 4 Fahrbibliotheken)
- Stadtbibliothek Charlottenburg-Wilmersdorf (1 Bezirkszentralbibliothek, 1 Mittelpunktbibliothek, 5 Stadtteilbibliotheken)
- Stadtbibliothek Friedrichshain-Kreuzberg (1 Bezirkszentralbibliothek, 1 Mittelpunktbibliothek, 2 Stadtteilbibliotheken)
- Stadtbibliothek Lichtenberg (4 Stadtteilbibliotheken)
- Stadtbibliothek Neukölln (1 Bezirkszentralbibliothek, 3 Stadtteilbibliotheken)
- Stadtbibliothek Spandau (1 Bezirkszentralbibliothek, 4 Stadtteilbibliotheken, 1 Fahrbibliothek)
- Stadtbibliothek Marzahn-Hellersdorf (1 Bezirkszentralbibliothek, 1 Mittelpunktbibliothek, 4 Stadtteilbibliotheken)
- Stadtbibliothek Treptow-Köpenick (2 Mittelpunktbibliotheken, 4 Stadtteilbibliotheken, 2 Fahrbibliotheken)
- Stadtbibliothek Steglitz-Zehlendorf (1 Bezirkszentralbibliothek, 1 Mittelpunktbibliothek, 1 Stadtteilbibliothek, 2 Fahrbibliotheken)

## Weblink
- Website des Verbund der Öffentlichen Bibliotheken Berlins